# Manuel da Silva Martins
Manuel da Silva Martins (Leça do Balio, 20 gennaio 1927 – Maia, 24 settembre 2017) è stato un vescovo cattolico portoghese, primo vescovo di Setúbal.

## Biografia
Studiò al Seminario di Porto e alla Pontificia Università Gregoriana a Roma prima di essere ordinato sacerdote nel 1951. Del seminario di Porto sarà successivamente professore di diritto canonico e vicerettore.
Dal 1960 al 1969 fu parroco di Cedofeita, per essere poi nominato vicario generale della diocesi di Porto.
Nel 1975 papa Paolo VI lo scelse come primo vescovo della neocostituita diocesi di Setúbal.
Si distinse per le sue posizioni progressiste e vicine agli ultimi, che gli valsero l'appellativo di bispo vermelho.
Si dimise dall'incarico nel 1998.
È morto a Maia nel 2017.

## Genealogia episcopale
La genealogia episcopale è:
- Cardinale Scipione Rebiba
- Cardinale Giulio Antonio Santori
- Cardinale Girolamo Bernerio, O.P.
- Arcivescovo Galeazzo Sanvitale
- Cardinale Ludovico Ludovisi
- Cardinale Luigi Caetani
- Cardinale Ulderico Carpegna
- Cardinale Paluzzo Paluzzi Altieri degli Albertoni
- Papa Benedetto XIII
- Papa Benedetto XIV
- Cardinale Enrico Enriquez
- Arcivescovo Manuel Quintano Bonifaz
- Cardinale Buenaventura Córdoba Espinosa de la Cerda
- Cardinale Giuseppe Maria Doria Pamphilj
- Papa Pio VIII
- Papa Pio IX
- Arcivescovo Innocenzo Ferrieri
- Vescovo José Luis Alves Feijo, O.SS.T.
- Vescovo José Dias Correia de Carvalho
- Arcivescovo Manuel Vieira de Matos
- Vescovo Agostinho de Jesus e Souza
- Vescovo António Ferreira Gomes